# Cihuela
Cihuela és un municipi de la província de Sòria, a la comunitat autònoma de Castella i Lleó. Limita al nord amb Deza, a l'est amb Torrijo de la Cañada i Villalengua, al sud amb Embid de Ariza i a l'oest amb Bordalba i Ariza.